# Vero storico
Il vero storico (o vero positivo) è una tecnica narrativa tipica del romanzo storico.

## Concetto e sue declinazioni
Consiste nell'utilizzare come cornice o come sfondo delle vicende narrate dei fatti storici realmente accaduti; i fatti narrati nel romanzo devono aderire a criteri di verosimiglianza, ma sono frutto della creatività dell'autore. Una sua esplicazione e differenziazione rispetto al vero poetico la si trova nella Lettera a Monsieur Chauvet di Alessandro Manzoni:
(Manzoni)
Un esempio di utilizzo del "vero storico" in un romanzo sono la peste di Milano del XVII secolo, adattata come cornice sempre da Alessandro Manzoni ne I Promessi Sposi, ma anche l'aver deciso di inserire nel suo romanzo. Sulla scia di Manzoni, altri letterati italiani hanno adottato il vero storico quali Massimo d'Azeglio che ha ambientato il suo Ettore Fieramosca all'interno delle guerre italiane del XVI secolo; o Tommaso Grossi che ha scelto le Crociate per i suoi Lombardi alla prima crociata. Al di fuori della realtà letteraria italiana, abbiamo per esempio il Medioevo inglese nell'Ivanhoe dello scozzese Walter Scott.